# Duwet (Baki)
Duwet is een bestuurslaag in het regentschap Sukoharjo van de provincie Midden-Java, Indonesië. Duwet telt 3327 inwoners (volkstelling 2010).